# Malcolm Ross (Journalist)

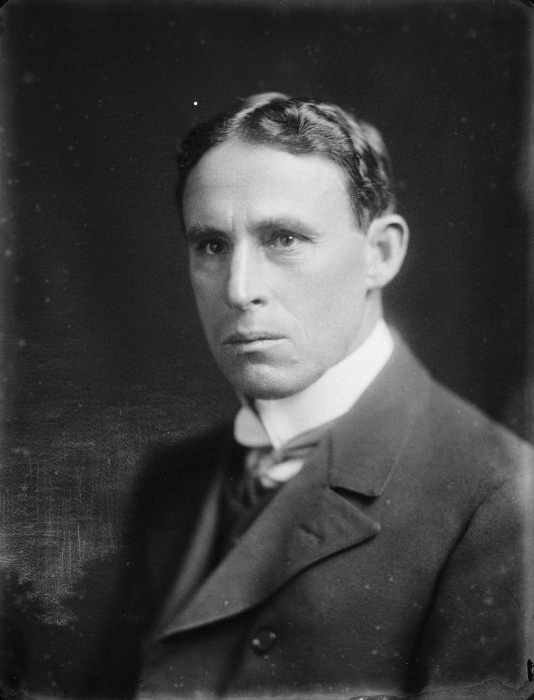
Malcolm Ross, 1910

Malcolm Ross (geboren am 13. Juli 1862 in Saddle Hill (Neuseeland); gestorben am 15. April 1930 in Wellington) war ein neuseeländischer Journalist im Bereich des Politikjournalismus und der Kriegsberichterstattung sowie passionierter Bergsteiger.

## Leben
Der 1862 geborene Malcolm Ross war das älteste von sechs Kindern des Ehepaares Alexander Ross und Mary McDonald, die einige Jahre zuvor aus Schottland eingewandert waren. Er besuchte erst die Palmerston School, später dann die University of Otago. Am 7. März 1890 heiratete er in Dunedin Forrestina Elizabeth Ross, geborene Grant, und noch im selben Jahr kam ihr gemeinsamer Sohn Noel zur Welt.

### Karriere
1882 begann Ross als Journalist bei der Otago Daily Times. Durch seine Arbeit gelangte er auch in den Westen Otagos sowie nach Southland, was den stets an Sport interessierten Mann für das Bergsteigen begeisterte. 1889 wurde er zum Privatsekretär von James Mills bei der Union Steam Ship Company. 1897 wechselte er wieder in den Bereich des Journalismus und zog mit seiner Familie nach Wellington, von wo er für die Otago Daily Times sowie The Press als parlamentarischer Korrespondent agierte. Kurz darauf wurde er auch Korrespondent für Neuseeland bei The Age sowie The Times. Er schrieb, bebilderte und veröffentlichte gemeinsam mit seiner Frau Broschüren, die zur Popularität des Bergsteigens beitragen sollten und als Vorläufer des Fotojournalismus gesehen werden.
Mit dem Ausbruch des Ersten Weltkriegs begab sich Ross zusammen mit den New Zealand Military Forces nach Samoa, von wo er bereits 1899 berichtet hatte. Er wurde zum offiziellen Kriegskorrespondent und berichtete von 1915 bis 1916 aus Ägypten, anschließend aus Frankreich. Von dort konnte er Forrestina und Noel in England besuchen, die beide in London journalistisch tätig waren. Noel verstarb dort unerwartet an einer Krankheit wenige Tage vor seiner Hochzeit. Die Arbeit von Malcolm Ross wurde insbesondere anfangs kritisch betrachtet, da die finanziell notwendigen Mittel in keinem Verhältnis zum allgemeinen Interesse der Bevölkerung stünden. Nachdem Premierminister William Ferguson Massey dessen Arbeit verteidigte, wurde die Nähe von Massey und Ross kritisiert. Für seine Arbeit erhielt er den Rang eines honorary captain und wurde mit der British War Medal, der Victory Medal sowie dem 1914–15 Star ausgezeichnet.
1919 kehrten seine Frau und er nach Wellington zurück, wo er seine Arbeit bei der Otago Daily Times und The Press im parlamentarischen Bereich wieder aufnahm. Auch nach seinem Rücktritt 1926 widmete er sich weiterhin dem Schreiben und Fotografieren. Von 1925 an war er Präsident des Wellington Camera Club. Ross verstarb 1930 in Wellington.

### Bergsteigen
Sein erster größerer Aufstieg war 1892 die Zweitbesteigung des 2819 m hohen Mount Earnslaw. Nachdem er 1894 an der Erstbesteigung von Neuseelands höchstem Berg, dem 3724 m hohen Aoraki/Mount Cook, scheiterte, widmete er sich ein Jahr darauf zusammen mit Tom Fyfe erfolgreich der Erstbesteigung der Minarets sowie der Zweitbesteigung des Mount Haidinger. Einige Jahre später (1906) gelang ihm zudem zusammen mit Tom Fyfe, Jack Clark und Samuel Turner die erste Traverse der drei Gipfel des Aoraki, gleichzeitig die erst vierte erfolgreiche Besteigung des High Peak.
1891 war Ross Mitbegründer des New Zealand Alpine Club und lange Jahre dessen Vizepräsident. Zudem übernahm er ab 1893 die Führung des New Zealand Alpine Club Jounal von George Edward Mannering. 1909 wurde er als Mitglied des Alpine Clubs aufgenommen und war Fellow der Royal Geographical Society.